# Winnie Byanyima
Winifred « Winnie » Byanyima, née le 13 janvier 1959 en Ouganda, est une ingénieure aéronautique, femme politique et diplomate ougandaise. Elle est directrice exécutive d’Oxfam International depuis mai 2013.

## Biographie
Elle est née dans le district de Mbarara, au sein de la région Ouest de l'Ouganda. Ses parents sont Boniface Byanyima, homme politique chef du Parti démocrate, un parti en son temps interdit par Idi Amin Dada et opposé à Milton Obote, et de Gertrude Byanyima, une institutrice morte en novembre 2008, de sang royal. Elle appartient à une fratrie de  cinq frères et sœurs. Elle étudie au collège Namagunga de Mount Saint Mary dans le district de Mukono. À 17 ans, son campus est attaqué par les forces armées d'Idi Amin Dada, dans un pays qui se militarise à outrance et un régime qui se durcit. Elle fuit à travers la brousse pour gagner le Kenya puis l'Angleterre, où est installée une de ses sœurs : « J’avais 300 dollars en poche, que ma mère m’avait donnés. Des faux. J’ai été arrêtée au bureau de change, mais un policier m’a laissée partir après m’avoir sermonnée ». Sur place, elle prolonge ses études par une formation d'ingénierie aéronautique à l'université de Manchester, étant la première femme ougandaise à devenir ingénieure en aéronautique,. Elle obtient également un diplôme en génie mécanique, spécialisée en économie d'énergie à l'université de Cranfield.
Après avoir terminé sa formation d'ingénieur, Winnie Byanyima travaille comme officier mécanicien navigant pour la compagnie Uganda Airlines. Lorsque Yoweri Museveni commence en 1981 une guerre de brousse, jusqu'en 1986, elle quitte son emploi et rejoint cette rébellion armée. Yoweri Museveni, Winnie Byanyima, et son futur mari Kizza Besigye sont alors des combattants de l'Armée de Résistance nationale (en) (NRA), telle qu'elle se dénommait. Winnie Byanyima passe au sein du mouvement rebelle pour l'épouse de Yoweri Museveni, mais celui-ci est marié depuis 1973 (son épouse, qui ne croit pas en ce mouvement de rebeklion est restée en retrait). Finalement, ce mouvement de rebellion l'emporte et Yoweri Museveni devient chef de l'État,. 
À la suite du succès de la NRA dans cette guerre civile, Winnie Byanyima est installée un moment à la résidence officielle du président de la république du Kenya, le palais d'État (Kenya State House), puis doit s'en retirer lorsque l'épouse de Yoweri Museveni, Janet Museveni, est confirmée comme étant la première dame. Winnie Byanyima devient ambassadrice de l'Ouganda en France, poste qu'elle occupe de 1989 à 1994. Puis elle en démissionne. Elle revient ensuite en Ouganda et s'investit activement dans la vie politique du pays. Elle est membre de l'assemblée constituante et participe à ce titre à la rédaction de la Constitution de l'Ouganda de 1995. Elle reste députée de ce parlement pendant deux mandats, représentant Mbarara de 1994 à 2004. Elle se marie en 1998 à l'homme politique Kizza Besigye, l'ancien président du Forum pour le changement démocratique, parti politique de l'opposition, et compagnon de guérilla dans la brousse. Ils sont les parents d'un fils nommé Anselme. Winnie Byanyima est à l'époque membre de la FDC. 
Les époux Byanyima finissent par rompre leurs liens avec le président, en raison du régime non démocratique qu'il a mis en place, allant à l'encontre de ce qu'il souhaitait pour le futur de l'Ouganda lors de la guerre,.
En 2004, elle est nommée directrice de la Direction Femmes, Genre et Développement au siège de Union africaine à Addis-Abeba, en Éthiopie, retrouvant ainsi un statut diplomatique dans une instance internationale et reprenant dès lors de la distance et de la réserve par rapport à la politique partisane interne à son pays natal. Elle occupe ce poste jusqu'à sa nomination à New York au Bureau des politiques de développement du Programme des Nations unies pour le développement (PNUD) en novembre 2006.
En janvier 2013 est annoncée son arrivée à la direction d'Oxfam International, en remplacement de Jeremy Hobbs. Oxfam International est une confédération de 17 organisations non-gouvernementales agissant contre les injustices et la pauvreté. Elle entre en fonction le 1er mai 2013 ,.
En janvier 2015, elle copréside le Forum économique mondial de Davos. Elle utilise cet évènement pour mettre en exergue l'écart entre riches et pauvres et la nécessité d'inverser cette tendance, mettant en avant par exemple que la richesse cumulée des 1 % les plus riches de la planète va bientôt dépasser celle détenue par les 99 % restants. Les chiffres d'Oxfam sont cependant contestés par plusieurs économistes.
En 2019, elle est nommée directrice exécutive de l’ONUSIDA, le Programme commun des Nations unies sur le VIH/Sida,.